# Linapacan
Linapacan est une île de la mer de Sulu et une municipalité de la province de Palawan aux Philippines.

## Géographie
La superficie totale de l'île est de 195,44 km2.

### Démographie
En 2015, la population était de 15 668 personnes.

### Divisions administratives
Linapacan est divisée en 10 barangays :

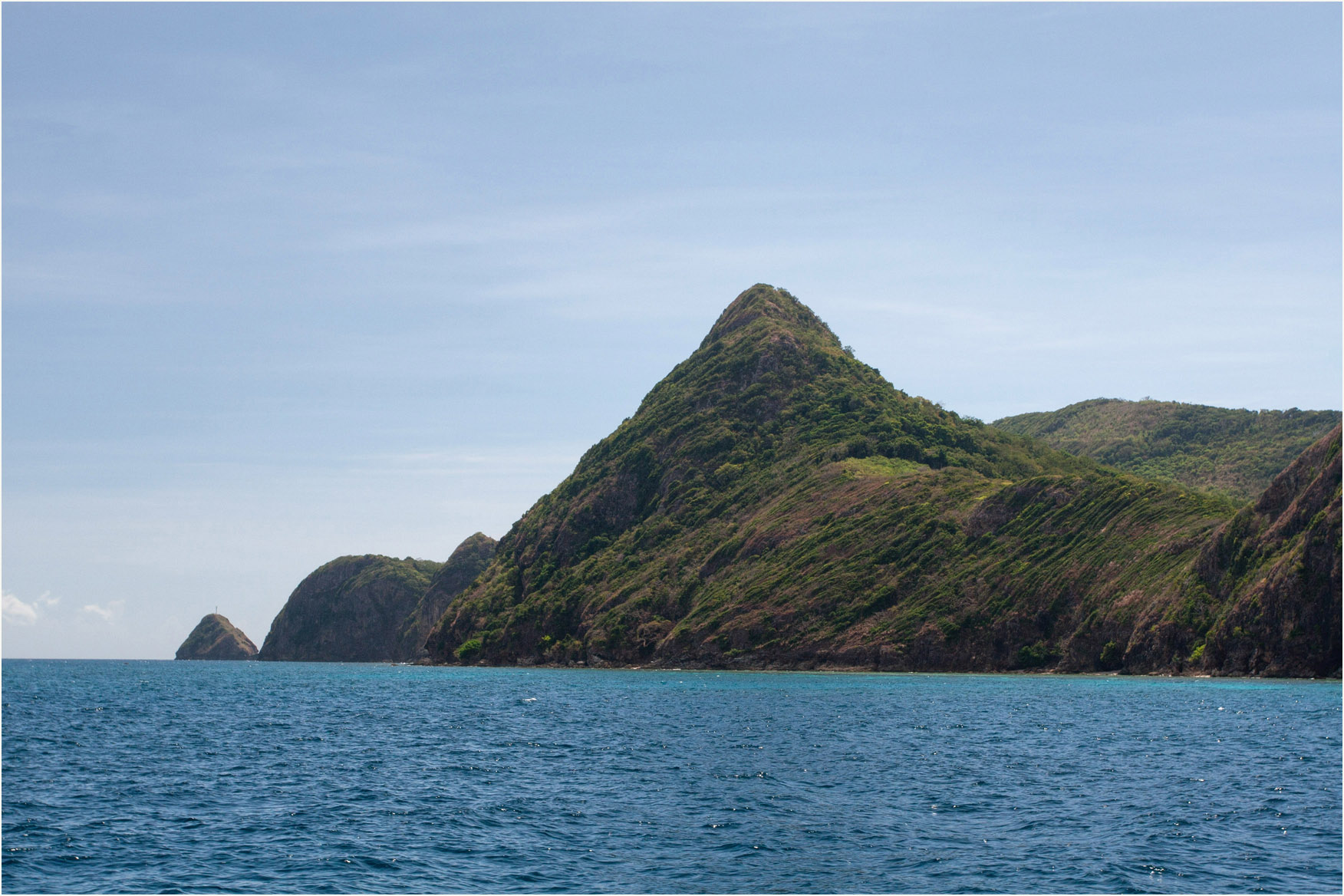
Décabaitot

- Barangonan (Iloc) ;
- Cabunlawan ;
- Calibangbangan ;

- Decabaitot ;
- Maroyogroyog ;
- Nangalao ;
- New Culaylayan ;
- Pical ;
- San Miguel (Pob.) ;
- San Nicolas.